# Parikkala skulpturpark
Parikkala skulpturpark är en finländsk skulpturpark i Koitsanlahti i kommunen Parikkala i Södra Karelen.
Skulpturparken byggdes upp av den självlärde skulptören Veijo Rönkkönen (1944–2010) med omkring 550 egenskapade skulpturer av betong och diverse material. Flertalet är mossbeklädda mänskliga figurer, varav fler än 200 utövar yoga. Veijo Rönkkönen skapade från 1961 skulpturparken på den plats han levde och arbetade under hela sitt liv i en halv hektar stor park.
Resejournalisternas förening valde 2008 skulpturparken till årets inhemska resmål.

## Bildgalleri

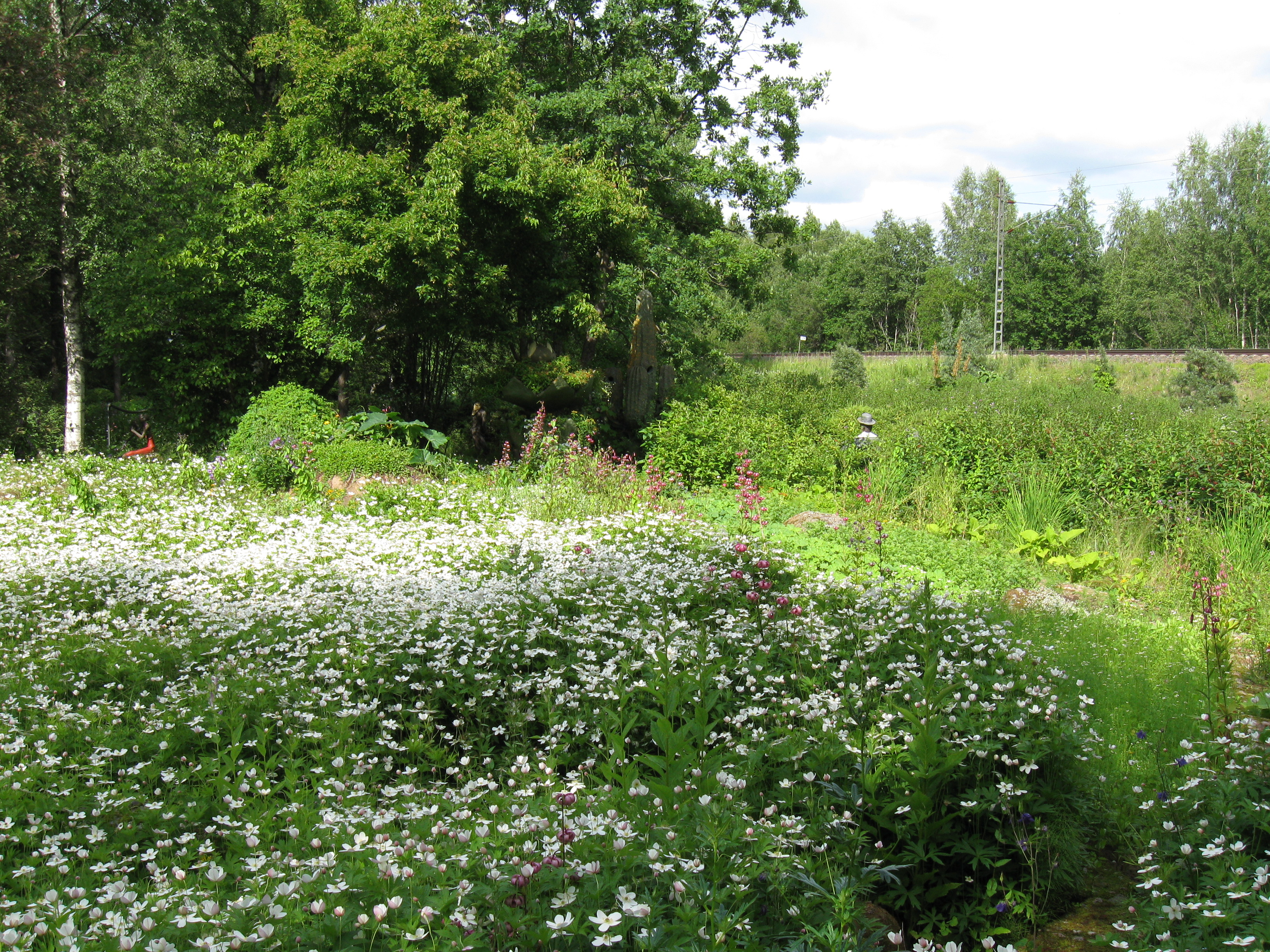
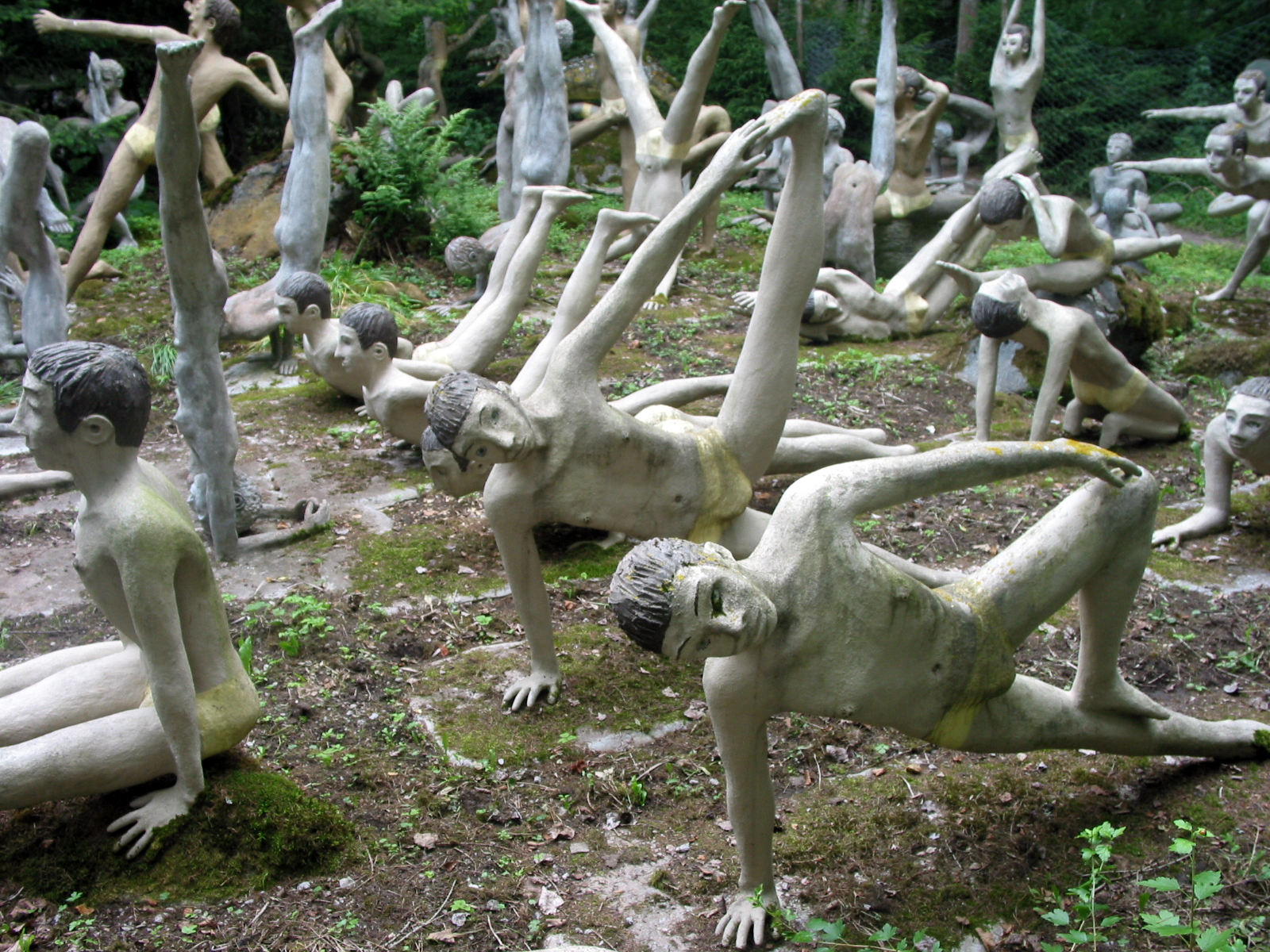